# Steven Van Vooren
Steven Van Vooren (Gent, 5 oktober 1986) is een Belgisch voormalig wielrenner. Hij sloot zijn loopbaan af bij het Ierse An Post-Chain Reaction.

## Palmares
2008
1e etappe Ronde van Pennsylvania
2009
Eindklassement Ronde de l'Oise

### Resultaten in voornaamste wedstrijden
| Jaar | Gent-Wevelgem | Ronde van Vlaanderen | Amstel Gold Race |
| ---- | ------------- | -------------------- | ---------------- |
| 2010 | 88e           | opgave               | 84e              |
| 2011 | 113e          | 124e                 |                  |

## Ploegen
- 2009 -  An Post-Sean Kelly
- 2010 -  Topsport Vlaanderen - Mercator
- 2011 -  Topsport Vlaanderen - Mercator
- 2012 -  Topsport Vlaanderen - Mercator
- 2013 -  An Post-Chain Reaction